# Mittelberg (Gemeinde Langenlois)
Mittelberg ist ein Ort und eine Katastralgemeinde der Stadtgemeinde Langenlois im Bezirk Krems-Land in Niederösterreich.

## Geografie
Der Ort liegt in der Kleinregion Kamptal Süd zwischen Langenlois und Gföhl. Die Seehöhe in der Ortsmitte beträgt 426 Meter. Die Fläche der Katastralgemeinde umfasst 6,94 km². Die Einwohnerzahl beläuft sich auf 190 Einwohner (Stand 1. Jänner 2024).

## Geschichte
Die Ersterwähnung des Dorfes als „Mitterperch“ erfolgte 1194, der Weinbau wird dort bereits 1255 erwähnt. Vom 13. bis zum 16. Jahrhundert gehörte Mittelberg zur Herrschaft des Klosters Imbach, später verschiedenen Herrschaften und zuletzt zu Schiltern. Laut Adressbuch von Österreich waren im Jahr 1938 in der Ortsgemeinde Mittelberg zwei Gastwirte, zwei Gemischtwarenhändler, ein Schmied, zwei Schuster und einige Landwirte ansässig.
Die seit 1848 selbstständige Gemeinde Mittelberg wurde zum 1968 mit der Stadtgemeinde Langenlois vereinigt.
Postleitzahl: In der Stadtgemeinde Langenlois finden mehrere Postleitzahlen Verwendung. Mittelberg hat die Postleitzahl 3550.

### Bevölkerungsentwicklung
| Jahr      | 1794 | 1830 | 1869 | 1910 | 1951 | 1961 | 1981 | 1991 | 2001 | 2011 |
| --------- | ---- | ---- | ---- | ---- | ---- | ---- | ---- | ---- | ---- | ---- |
| Einwohner | 261  | 411  | 209  | 341  | 262  | 233  | 202  | 215  | 186  | 178  |

## Kultur und Sehenswürdigkeiten
Siehe auch: Liste der denkmalgeschützten Objekte in Langenlois, Abschnitt Katastralgemeinde Mittelberg.
- Katholische Pfarrkirche Mittelberg in Niederösterreich hl. Wolfgang: Die Pfarrkirche ist eine josephinische, im Kern gotische Saalkirche um 1440.

## Wirtschaft und Infrastruktur

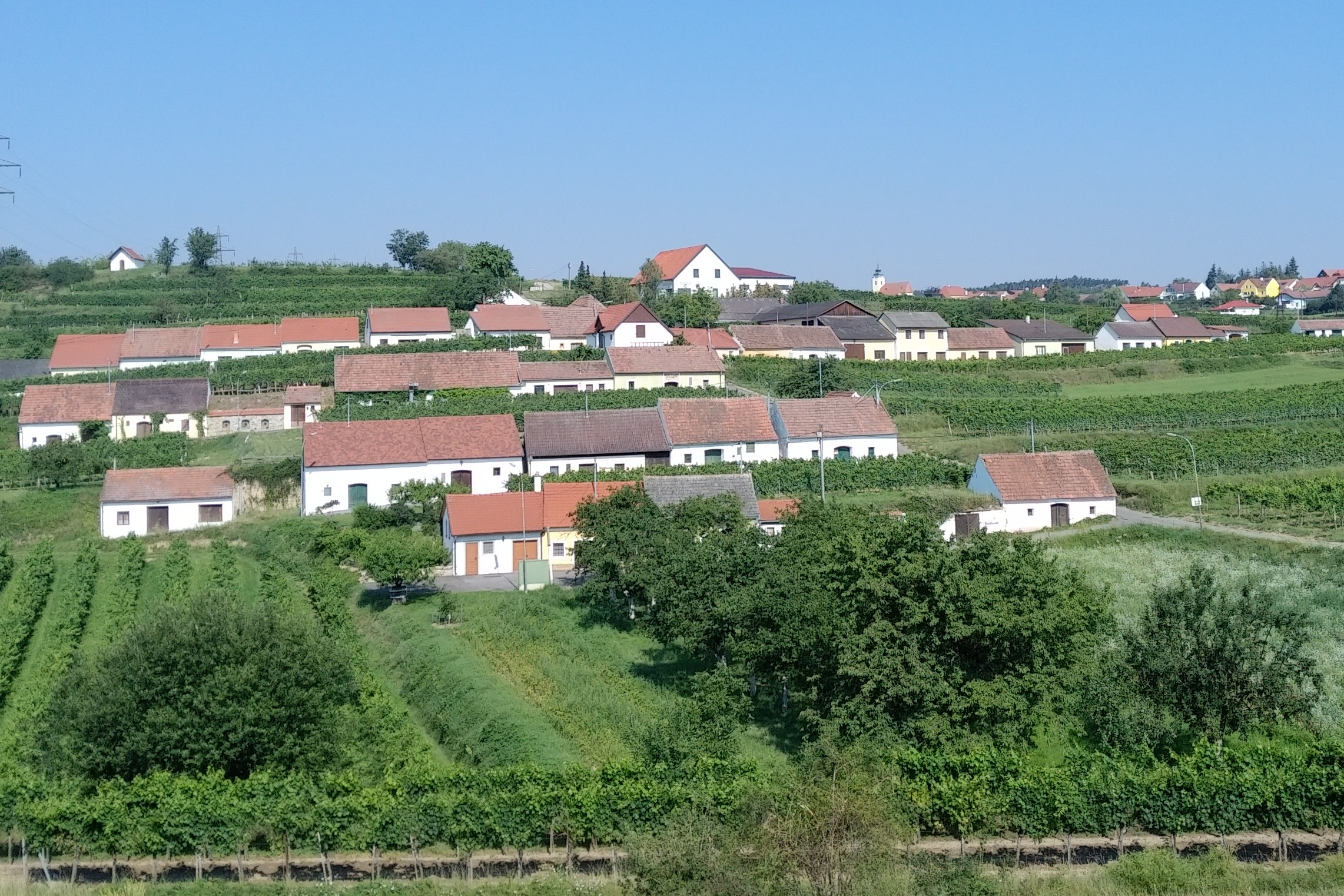
Kellergasse von Mittelberg

- Weinbau ist wie in der gesamten Gemeinde der wichtigste Wirtschaftszweig.
- Freiwillige Feuerwehr Mittelberg